# (85197) Ginkgo
(85197) Ginkgo ist ein Asteroid des inneren Hauptgürtels, der von den deutschen Astronomen Freimut Börngen und Lutz D. Schmadel am 5. Oktober 1991 an der Thüringer Landessternwarte Tautenburg (IAU-Code 033) entdeckt wurde.
Die Bahn des Asteroiden wurde 2004 gesichert, so dass eine Nummerierung vergeben werden konnte. (85197) Ginkgo wurde auf Vorschlag von Freimut Börngen nach dem Ginkgo (Ginkgo biloba) benannt, einer Baumart. Allgemeingültigkeit bekam die Benennung durch Veröffentlichung durch die Internationale Astronomische Union (IAU) am 7. April 2005.